# Yoshida Satoshi
Satoshi Yoshida (sinh ngày 10 tháng 2 năm 1990) là một cầu thủ bóng đá người Nhật Bản.

## Sự nghiệp câu lạc bộ
Satoshi Yoshida đã từng chơi cho Roasso Kumamoto.